# Alfa Romeo 75
 Ikke at forveksle med Audi 75 og Rover 75.
Alfa Romeo 75 var en firedørs sedan i den store mellemklasse bygget af Alfa Romeo mellem foråret 1985 og starten af 1992. I årene 1986 til 1989 blev bilen også solgt i USA under navnet Alfa Romeo Milano.

## Historie
75 kom på markedet i maj 1985 som efterfølger for Giulietta. Modellen fik navnet 75 fordi mærket Alfa Romeo samme år havde 75-års jubilæum. Modellens interne typebetegnelse var 162B.
Da Alfa Romeo i 1986 blev overtaget af Fiat og 75 var den sidste Alfa Romeo med den karakteristiske transaksel-teknik og indtil 2016 også den sidste Alfa Romeo-model med baghjulstræk, mener mange Alfa Romeo-fans at 75 er den sidste "ægte" Alfa.[kilde mangler] Desuden var Alfa Romeo 164 planlagt inden overtagelsen af Fiat, men gik først i produktion efter overtagelsen og havde mærkeatypiske træk såsom forhjulstræk.
Ligesom forgængeren var 75 udstyret med transaksel-teknikken, dvs. frontmotor og gearkassen monteret på bagakslen. Modellen havde en langsmonteret tværstrømsmotor (indsugning i højre side, udstødning i venstre side). Modellen fandtes med fire- og sekscylindrede motorer og i perioder også med firecylindrede turbomotorer. Derudover havde Alfa 75 De Dion-aksel bagtil og en udlignet vægtfordeling med 50 % på forakslen og 50 % på bagakslen. Med Twin Spark-motoren blev faseomformeren, som fejrede sin verdenspremiere i Alfetta 2,0 i.e. QO (med elektronisk benzinindsprøjtning), genbrugt.
Alfa Romeo 75 delte passagerkabine med Giulietta. Rudeindfatningerne og dørudsnittene var genbrugt fra forgængeren, ligesom dørpladerne som udelukkende adskilte sig med ekstra kunststoflister under ruderne. Kunststoflisterne fortsatte helt til bagagerummets afslutning, men ændrede vinkel ved C-søjlerne. Dette resulterede i et markant knæk, som er typisk for denne model.
Bilen var udstyret med en 49 liter stor tank til højre under vognbunden. De amerikanske sikkerhedskrav krævede en anden placering af tanken, som i den amerikanske version derfor blev placeret i bagagerummet bag bagsædet og havde en kapacitet på 68 liter. Dette tog lidt af bagagerumspladsen, som nu var på 380 i stedet for 500 liter. Også de europæiske modeller med 1,8-liters turbomotorer og 2,5- og 3,0-liters V6-motorer var udstyret således. 3,0-liters V6-modellerne var 4,41 i stedet for 4,33 meter lange på grund af de efter US-forskrifterne modificerede kofangere. Dette gjaldt også de europæiske udgaver.
Karrosserifabrikanten Rayton Fissore byggede i 1985 to prototyper til en stationcarversion (Sport Wagon hhv. Turbo Wagon), som blev præsenteret på Torino Motor Show 1985 og Geneve Motor Show 1986. Disse biler havde en lige forløbende form; det for sedanversionen typiske knæk i området omkring C-søjlen bortfaldt. På grund af overtagelsen af Fiat gik stationcarversionen ikke i serieproduktion, dog blev flere producerede 75 Sport Wagon benyttet til fabrikskørsel på Alfa Romeo-fabrikken i Milano.

## Facelift
I efteråret 1988 gennemgik Alfa Romeo 75 et facelift med delvist lakerede kofangere og sidelister. Kølergrillen, forlygterne og baglygterne blev ligeledes modificeret og modsvarede det daværende, aktuelle mærkedesign.
De sidste 5.000 eksemplarer blev udstyret med 2,0 Twin Spark-motoren og solgt under navnet "Limited Edition". De adskilte sig fra de normale Twin Spark-modeller med et specielt Recaro-interiør, andre alufælge og et serienummer for det begrænsede oplag på instrumentbrættet.
- Alfa Romeo 75 (1988–1992)
- Bagfra
- Alfa Romeo 75 3,0 V6 America

Produktionen sluttede i februar 1992, hvor den forhjulstrukne efterfølger Alfa Romeo 155 ligeledes kom på markedet. Begge disse modeller blev kørt af filmdetektiven Matula fra den tyske krimiserie Ein Fall für Zwei, spillet af Claus Theo Gärtner.

## Motorer
| Model          | Cylindre | Slagvolume cm³ | Max. effekt kW (hk) | Max. drejningsmoment Nm / omdr. | Fødesystem    | Byggeperiode      |
| -------------- | -------- | -------------- | ------------------- | ------------------------------- | ------------- | ----------------- |
| Benzinmotorer  |          |                |                     |                                 |               |                   |
| 1.6 I.E.       | 4        | 1570           | 79 (107)            | 137 / 4000                      | Indsprøjtning | 5/1985 − 5/1989   |
| 1.6            | 4        | 1570           | 81 (110)            | 146 / 4000                      | Karburator    | 5/1989 − 2/1992   |
| 1.8            | 4        | 1779           | 85 (115)            | 167                             | Karburator    | 9/1985 − 6/1989   |
| 1.8            | 4        | 1779           | 88 (120)            | 152 / 5000                      | Karburator    | 4/1989 − 2/1992   |
| 1.8 I.E.       | 4        | 1779           | 90 (122)            | 160 / 4000                      | Indsprøjtning | 8/1989 − 2/1992   |
| 1.8 Turbo i.e. | 4        | 1779           | 114 (155)1          | 2261 / 2600                     | Indsprøjtning | 2/1986 − 2/1992   |
| 2.0            | 4        | 1962           | 94 (128)            | 180 / 4000                      | Karburator    | 5/1985 − 10/1988  |
| 2.0 Twin Spark | 4        | 1962           | 109 (148)           | 186 / 4000                      | Indsprøjtning | 5/1987 − 12/1988  |
| 2.0 Twin Spark | 4        | 1962           | 107 (145)           | 186 / 4800                      | Indsprøjtning | 2/1988 − 2/1992   |
| 2.5 V6         | V6       | 2492           | 114 (155)2          | 2102 / 4000                     | Indsprøjtning | 3/1986 − 5/1989   |
| 3.0 V6 America | V6       | 2959           | 136 (185)           | 241 / 4000                      | Indsprøjtning | 8/1987 − 1/1990   |
| 3.0 V6 QV      | V6       | 2959           | 141 (192)           | 250 / 4500                      | Indsprøjtning | 6/1990 − 2/1992   |
| Dieselmotorer  |          |                |                     |                                 |               |                   |
| 2.0 TD         | 4        | 1995           | 70 (95)             | 192 / 2300                      | Indsprøjtning | 5/1985 − 2/1992   |
| 2.4 TD         | 4        | 2393           | 82 (112)            | 235 / 2400                      | Indsprøjtning | 10/1988 − 12/1991 |

V6-motoren på 3,0 liter ydede først 185 hk og bar tilnavnet "America". I starten af 1990 blev motoren modificeret med andre knastaksler og skift fra LH-Jetronic benzinindsprøjtning til Motronic, hvilket øgede effekten til 192 hk. Samtidig blev tilnavnet ændret til "QV" (Quadrifoglio Verde).

### Vægte
| Version       | 1.6/1.6 IE | 1.8  | 1.8 IE | 1.8 Turbo | 2.0  | 2.0 T.S. | 2.5  | 3.0 America/QV | 2.0 TD | 2.4 TD |
| Egenvægt i kg | 1060       | 1090 | 1100   | 1240      | 1070 | 1160     | 1250 | 1330           | 1220   | 1260   |
| ------------- | ---------- | ---- | ------ | --------- | ---- | -------- | ---- | -------------- | ------ | ------ |